# Darmparasitose
Als Darmparasitose bezeichnet man den Befall des Darmtrakts durch Parasiten wie Würmer (s. Wurmerkrankung) oder Protozoen (bestimmte Flagellaten und Amöben). Diese Parasiten gelangen typischerweise durch Schmierinfektion (als Darmparasiten) in den Darmtrakt, in dem sie dann in manchen Fällen lange Zeit überleben können. Dabei treten oft unspezifische Beschwerden bis hin zu schweren Durchfallerkrankungen (etwa bei Entamoeba histolytica) auf.

## Ursache

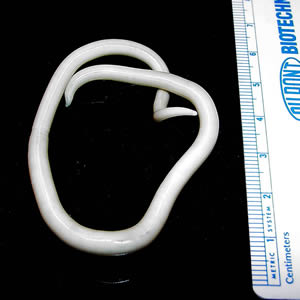
Spulwurm

Ursächlich beim Menschen sind (humanpathogene) Protozoen des Darms wie  Giardia intestinalis, Dientamoeba fragilis, Entamoeba histolytica, Entamoeba coli, Endolimax nana, Blastocystis hominis, Cryptosporidium, Cyclospora, Sarcocystis und Isospora belli, oder Würmer (genannt Eingeweidewürmer oder Enthelminten; meist Plattwürmer oder Schlauchwürmer), die den Darm befallen, z. B. Schistosoma mansoni, S. haematobium, Fasciola hepatica, Fasciolopsis buski, Dicrocoelium dendriticum, Clonorchis, Dipyllobothrium latum, Taenia, Spul- und Peitschenwurm.

## Entstehung
In erster Linie erfolgt die Infektion über den Mund durch mangelhafte Hygiene. Ungewaschenes Obst oder ungekochte Speisen gehören dazu. Das Waschen der Hände mit Seife vor jeder Nahrungsaufnahme sollte eine Selbstverständlichkeit sein. Aber einige der oben genannten Krankheitserreger können auch über die Haut beim Baden in verseuchtem Wasser oder beim Barfußlaufen über den Boden in den Körper gelangen.

## Klinische Erscheinungen
Die klinische Erscheinung ist oft unspezifisch, häufige Symptome sind Bauchschmerz, Brennen beim Wasser lassen, chronische Müdigkeit, Durchfall, Übelkeit, Nachtschweiß, Muskelkrämpfe, Juckreiz (insbesondere auch in Anal- und  Schambereich), Schwäche, Muskel- und Gelenkschmerz.

## Behandlung
Vor jeder Behandlung ist es notwendig, den Erreger zu eruieren. Die Therapie richtet sich spezifisch nach dem Erreger.